# Курах Михайло Дмитрович
Михайло Дмитрович Курах — полковник Збройних сил України, учасник російсько-української війни, що відзначився у ході російського вторгнення в Україну. Лицар ордена Богдана Хмельницького трьох ступенів. Командир 80 одшбр.

## Життєпис
У 2012 році закінчив Національну академію сухопутних військ імені гетьмана Петра Сагайдачного за спеціальністю «Управління діями підрозділів аеромобільних військ».
З квітня 2014 до березня 2021 брав участь в АТО та ООС на сході України на командних посадах у складі 80 окремої десантно-штурмової бригади. Особливо відзначився при виконанні бойових завдань поблизу н.п. Хрящувате та при обороні луганського аеропорту.
З початку російського вторгнення в Україну продовжує нести службу в ЗСУ. Служив начальником штабу 95-ї окремої десантно-штурмової бригади.
З 2025 року — командир 80 окремої десантно-штурмової бригади. Із серпня 2024 бригада утримує смуги відповідальності в Курській області. У боях підлеглі під його керівництвом знищили значну кількість військовослужбовців РФ, а також одиниць техніки.

## Нагороди
- Хрест бойових заслуг (20 лютого 2025) — за особисту мужність, виявлену у захисті державного суверенітету та територіальної цілісності України, самовіддане виконання військового обов'язку[4];
- «Орден Богдана Хмельницького» I ступеня (14 жовтня 2024) — за особисту мужність і самовідданість, виявлені у захисті державного суверенітету та територіальної цілісності України[5];
- «Орден Богдана Хмельницького» II ступеня (14 серпня 2023) — за особисту мужність і самовіддані дії, виявлені у захисті державного суверенітету та територіальної цілісності України[6];
- «Орден Богдана Хмельницького» III ступеня (12 жовтня 2017) — за вагомий особистий внесок у зміцнення обороноздатності Української держави, мужність, самовідданість і високий професіоналізм, виявлені під час бойових дій, зразкове виконання службових обов'язків[7].